# Ingjald Geirmundarson
Ingjald Geirmundarson var en isländsk 1200-talsskald i tjänst hos sturlungarnas hövding Tord kakali (Þórðr kakali). I Sturlungasagan omtalas han i samband med resor och krigståg på 1230- och 1240-talen. Bland annat deltog han i det berömda sjöslaget i Hunafloen (Flóabardagi) år 1244 mellan Tord kakali och Kolbein unge, och diktade följande vinter ett kväde om slaget, Atlǫguflokkr (Anfallsdikten), ur vilket sex strofer har bevarats. Ingjald deltog också i fälttåget år 1246 då Tord kakali överföll asbirningarnas hövding Brand Kolbeinsson och i grund besegrade honom i slaget vid Haugsnes. Därefter diktade han ett kväde, Brandsflokkr, som i högtravande ordalag prisar den fallne fiendens tapperhet och ädla sinnelag. Dikten innehåller också en gudfruktig bön för Brands själ och beklagar ömsint hans nu faderlösa barns utsatthet. Att sturlungarnas egen skald på detta sätt kunnat hylla den fallne fienden kan nog inte tolkas på annat sätt än att Brand varit en allmänt aktad och folkkär ledare, som utan egen förskyllan blivit indragen i den blodiga ättefejden. Sex strofer ur Brandsflokkr har bevarats i Sturlungasagan; dessutom finns en lausavísa från år 1246.
Efter segern vid Haugsnes följde Ingjald Tord kakali på dennes resa till kung Håkon den gamle i Norge, men därutöver är ingenting känt om hans liv och gärning.